# Philodromus kianganensis
Philodromus kianganensis är en spindelart som beskrevs av Alberto Barrion och James A. Litsinger 1995. Philodromus kianganensis ingår i släktet Philodromus och familjen snabblöparspindlar.
Artens utbredningsområde är Filippinerna. Inga underarter finns listade i Catalogue of Life.